# Gökpınar, Bodrum
Gökpınar là một xã thuộc huyện Bodrum, tỉnh Muğla, Thổ Nhĩ Kỳ. Dân số thời điểm năm 2011 là 201 người.